# Computer to film

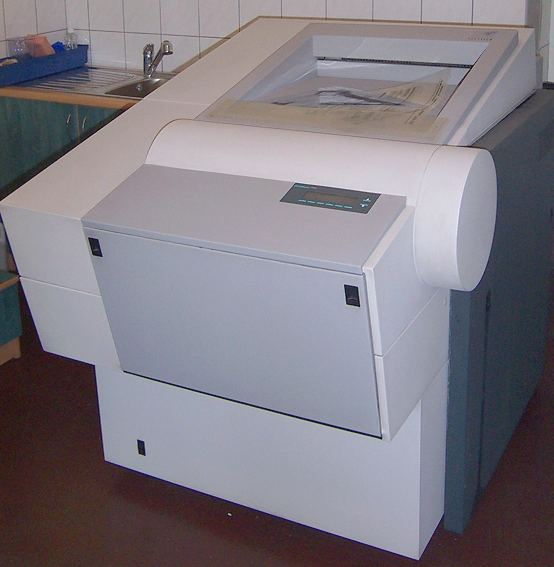
Flasheuse ScanView DotMate5000.Un Computer to Film degli anni 90

Per Computer to Film si intende sia la tecnologia, sia la macchina fisica, adoperata in litografia per produrre direttamente pellicole dovutamente impaginate con testi e foto (retinate). Pellicola che impressionerà quindi una lastra litografica da usare poi su macchine offset.
Il CTF (acronimo di Computer to film) seguì negli anni 90 l'evoluzione dei sistemi di prestampa, appannaggio fino ad allora, dei sistemi di fotocomposizione tradizionali che componevano prima su carta e quindi dopo le opportune correzioni su pellicola.
Il CTF si può quindi definire un sistema di fotocomposizione evoluto per produrre direttamente pellicole di testi singoli o di impaginati complessi (comprese di foto retinate). Infatti l'uscita finale veniva realizzata direttamente su pellicola dopo aver verificato errori e impostazione grafica a video.